# Alone (canção de Kim Petras)
"Alone" é uma canção gravada pelas cantoras Kim Petras e Nicki Minaj para o álbum de estreia de Petras, Feed the Beast (2023). Foi lançada em 21 de abril de 2023 através das gravadoras Amigo e Republic Records, servindo como o lead single do projeto. A música foi produzida por Dr Luke e Rocco Did It Again!

## Antecedentes
A admiração de Petras pela rapper remonta a 2011. As primeiras especulações sobre uma colaboração surgiram no início de março de 2023, depois que Petras começou a comentar no Instagram de Minaj. Em entrevista à Billboard, a cantora também mencionou Minaj como parte de seu grupo feminino dos sonhos. Nos dias 9 e 15 de março, Petras postou trechos da música em sua conta do TikTok. A cantora anunciou a colaboração com Minaj no dia 6 de abril. Ela é vista atendendo um telefone e dublando a parte de Minaj na música.

## Composição
"Alone" foi descrita como uma faixa dance. A canção contém amostra de "Better Off Alone", canção de 1999 de Alice Deejay. Petras faz o refrão, cantando: “Eu tenho tentado dar para você toda a noite / O que será necessário para deixá-lo sozinho? / Eu só quero você ao meu lado / Eu não quero ficar aqui, amor, sozinha." Ao falar com Zane Lowe sobre o lançamento, Petras comentou sobre a oportunidade de trabalhar com Minaj: “Não parece real ainda. Ela cantando 'É a Barbie e a Kim Petras', eu chorei. Eu estava no chão”, e concluiu, “Ela mudou minha vida de muitas maneiras com esse verso.” Sobre o uso do sample, Petras comentou:
| “ | Nasci e cresci na Alemanha, e essa música é um clássico em clubes de toda a Europa, então cresci ouvindo ela. Tive muitos momentos incríveis, alguns momentos ruins, tantos momentos de clube em geral com essa música, então essa música está em mim e sinto que me inspirou a fazer música. Estou tão honrada que Alice Deejay nos deixou fazer essa merda porque é épico. | ” |

Em entrevista à Forbes antes do lançamento da faixa, ela confessou que uma colaboração com Minaj era algo que estava em sua lista de desejos há anos. “Sinto como se estivesse trabalhando há anos para colocar Nicki em uma música, mas em segredo”, disse ela. “Comecei como compositora, então houve muitas, muitas sessões em que eu pensava: 'Quero escrever algo para Nicki'.
Chamando a si mesma de “Barb for Life”, Petras passou a descrever que o timing para “Alone” estava certo, já que Minaj era fã da faixa antes de gravar. “Eu fiz muitas músicas que pensei antes, como 'Nicki seria ótima nisso'. Mas desta vez foi Nicki que amou a música e decidiu pular nela”, disse ela. “Então foi metade sorte, metade apenas trabalhando muito e escrevendo toneladas e toneladas de músicas para chegar lá. Mas acho que esta é perfeita e estou muito honrada em receber o co-signo de Nicki e eu a amo tanto. Essa é a minha rainha.”

## Videoclipe
Um vídeo com a letra de "Alone" estreou juntamente com a música no canal oficial de Petras no YouTube. Seu videoclipe oficial foi lançado em 2 de maio. Com estética futurista, e referências aos anos 1990, o videoclipe foi dirigido por Arrad. No clipe, Petras assume uma série de papéis provocantes, desde uma entusiasta do clarinete vestida em um uniforme de banda marcial, a uma amante fitness e uma enfermeira, enquanto Minaj traja um conjunto de látex totalmente preto.

## Faixas e formatos
Download digital / streaming
1. "Alone" – 3:05

Download digital / streaming (EP)
1. "Alone" – 3:05
2. "Alone" (A cappella) – 3:04
3. "Alone" (Extended) – 4:01

Sped Up + Slowed Version
1. "Alone" (Sped Up) – 2:35
2. "Alone" (Slowed) – 3:23

Remixes
1. "Alone" – 3:05
2. "Alone" (2.0) – 3:05
3. "Alone" (DallasK Remix) – 3:41
4. "Alone" (Alex Chapman Remix) – 3:22
5. "Alone" (Tommie Sunshine & On Deck Remix) – 5:10
6. "Alone" (Extended) – 4:01
7. "Alone" (Sped Up) – 2:35
8. "Alone" (Slowed) – 3:23
9. "Alone" (A cappella) – 3:04
10. "Alone" (Instrumental) – 3:04

## Histórico de lançamento
| Região | Data                | Formato                    | Versão           | Gravadora      | Ref.          |
| ------ | ------------------- | -------------------------- | ---------------- | -------------- | ------------- |
| Várias | 21 de abril de 2023 | Download digital streaming | Original         | Amigo Republic | [ 19 ] [ 20 ] |
| Várias | 25 de abril de 2023 | Download digital streaming | EP               | Amigo Republic | [ 21 ] [ 22 ] |
| Várias | 27 de abril de 2023 | Download digital streaming | Sped Up + Slowed | Amigo Republic | [ 23 ]        |
| Várias | 24 de maio de 2023  | Download digital streaming | Remixes          | Amigo Republic | [ 24 ] [ 25 ] |